# Alf Gustavsson
Frans Alf Folke Gustavsson, född 20 juni 1902 i Stora Knylinge i Östra Hargs socken i Östergötland, död 5 oktober 1987 i Linköping, var en svensk målare.

## Familjebakgrund
Alf Gustavsson föddes 1902 i Stora Knylinge i Östra Harg och var son till rättare Otto Ferdinand Gustavsson född 1870, död 1945, tidigare Persson, och hans maka Anna Amalia (född Johansson 1873 död 1946). Han hade två syskon, brodern Fritz född 1897, död 1974 och systern Emerence född 1914, död 1998. Under Alfs uppväxt bodde familjen bland annat i Linköping, Veta, Slaka, och slutligen från 1914 i Häradsvallen i Viby.

## Yrkesliv
Som ung var Alf Gustavsson stamanställd på Livgardet i Stockholm som vicekorpral där han hade ansvar för att rida in hästar. Han var skicklig på att rida barbacka och hade bland annat hand om överstens häst. Bland annat red han på Valhallavägen för att vänja hästarna vid trafik. Gustavsson påbörjade sin karriär som yrkesmålare år 1921 hos sin bror, målarmästare Fritz Gustavsson i Mantorp. Han praktiserade därefter hos flera olika mästare i Stockholm och Linköping och blev 1945 anställd hos firman Sjöge & Son i Linköping. Samtidigt var han under flera år egenföretagare inom samma yrkesområde.

## Konstnärlig verksamhet
Tillsammans med Linköpingskonstnärerna Thorsten Andersson, Ivar Hammarlund och Eric Persson gick Alf Gustavsson mellan åren 1938 och 1942 på ABF som hade målarkurser under ledning av Leoo Verde och Rolf Trolle. De fyra blev sedan ”privilegierade” elever som fick egen nyckel till ABF och kunde måla på egen hand. När det ordinarie måleriarbetet var slut för dagen var det bara att byta penslar och ta cykeln ut på landet och måla landskap. De fyra vännerna bildade även en amatörkonstförening, Fri konst, och hyrde lokaler i korsningen av Östgötagatan och Hunnebergsgatan i kvarteret Tuppgränd där de kunde begrunda sina erfarenheter av friluftsmåleriet.
Amatörkonstföreningen ”Fri konst”, upplöstes troligen under nyåret 1956 då föreningen ”Linköpingskonstnärerna” LK bildades. Linköpingskonstnärernas huvudsakliga syfte var att inom provinsen verka för hög konstnärlig standard, bland annat genom utställningar och samarbeten med lokala konstföreningar. I föreningen ingick både målare, grafiker och skulptörer. Stenhusgården användes som utställningslokal.
Förutom ovanstående konstnärer umgicks Gustavsson med Knut Sandberg, Kjell Lundberg och Sigge Ljungkvist. Han var även bekant med Bertil Andersson. Konstnären och musikern Nils Harriland besökte vid flera tillfällen Alf Gustavsson. Genom konstnärskollegan Ivar Hammarlund var Gustavsson även ytligt bekant med Ivan Ekedahl.
1958 bosatte sig Gustavsson i torpet Grönlund (familjens sommarstuga) söder om Linköping i närheten av Raelstorp. Det är från detta torp och i dess omgivningar som mycket av de motiv och tavlor som Gustavsson målade härrör. I övrigt sökte sig han mestadels till olika stadsmiljöer samt Linköpings industriområde vid Stångån för sina motiv.

## Privatliv
Den 22 oktober 1932 förlovade han sig med sömmerskan Signe Linnea Ingeborg Klint (1909–1996) och året därpå gifte de sig, samt fick sin första dotter, Tanja. Paret fick även dottern Rosemarie (1943–2008). Familjen bosatte sig under denna period i stadsdelarna Åbylund, Karlberg samt Vasastaden.
Paret skilde sig 1956 och Alf flyttade till en enrummare på Repslagargatan. 1957 förlovade sig Alf på nytt, denna gången med Linnea A-son Thors, som tidigare varit gift med konstnären Ernst Thors. Paret bosatte sig i en villaövervåning i Ramshäll, men förhållandet varade bara i ett år. 
I mitten av 1960-talet flyttade Gun(borg) Leandersson (1924–1990) ut till Alf i torpet Grönlund. Paret träffades genom en kontaktannons i Östgöta Correspondenten. Gun ägnade sig också åt måleri (med ett flertal motiv av Pilens Backe), och de bodde tillsammans fram till Alfs bortgång 1987.

## Utställningar
- 1944: Östgöta konstförenings Utställning (Motala, Linköping, Norrköping).
- 1946: ABF (Linköping).
- 1950: Separatutställning, Nystedts konstsalong (Linköping).
- 1958: Nystedts konstsalong (Linköping)[3]. Tillsammans med Pär Thorell & Dagny Schönberg.
- 1981: Lukasgalleriet (Linköping).
- 2019: Passagen (Linköping). Östgötakonst en samlingsutställning.

## Utmärkelser
1981 erhöll Alf Gustavsson kulturpris från Stiftelsen Källsprång i Linköping. Priset utgjordes av ett diplom, en kopparplakett av Leif Elggren och en keramikgrupp av Bo Olls. Juryn bestod av Monica Benbasat, Åke Bjurhamn, Göran Littorin, Leif Elggren och Lauri Perälä. I samband med detta intervjuades han av SVT Östnytt. Juryns motivering löd:
| ” | Han har under hela sitt liv utan erkännande arbetat med bildkonst och härvid skapat en mycket omfattande produktion av målningar och teckningar, som visar prov på utomordentlig känslighet för poetiska och koloristiska värden. Alf Gustavssons livsverk för honom upp i nivå med de mest begåvade konstnärerna i länet. | „ |

I samband med kulturpriset publicerades ett antal tidningsartiklar i Östgöta Correspondenten samt Östgöten rörande Alf Gustavssons konstnärskap. Konstnären Åke Bjurhamn skrev i Östgöta Correspondenten fredagen den 11 december 1981 bland annat följande: 
| ” | Under mina vandringar på förvaltningar och anstalter i Linköping stötte jag plötsligt på en liten målning som redovisade kanten av ett bord med rutig duk och en liten äggkopp. I äggkoppen stod en tussilago och en blåsippa. Färgskalan var melankoliskt grå och violett men den lilla tussilagon och blåsippan lyste intensivt i gult och blått. Denna lilla bild var väl inte mer än 12 x 18 cm och så oansenlig att endast den som söker efter den kommer att upptäcka målningen. Men upptäckten avslöjar ett stort stycke livserfarenhet och poesi som talar med en kraft som en gång Nils Ferlin. Bilden visar konstnärens enastående livskraft i den torftigaste miljö och de fattigaste omständigheter. Den visar hur livet, konsten och poesin besegrar tristessen. Den visar ett ömsinne som värmer djupt ner i hjärtats rötter. Få människor begrep väl inte vilken storslagen färgpoet de handlande med. Jag har senare sett mängder av målningar som i sina bästa stunder är av en styrka som för tankarna till de bästa Göteborgskoloristerna! Alf Gustavssons målningar är oftast i mycket små format och behandlar hans närmiljö med starka psykologiska övertoner. | „ |

I Östgöten den 8 december 1982 skrev kulturredaktör Lasse Jonsson:
| ” | Det är i och för sig inget ovanligt i konstens värld, men ändock något av en sensation. En nu 80-årig konstnär som inte i hela sitt liv deltagit i en utställning tas fram i ljuset och visar sig vara i klass med det bästa i svensk konst! Hade han tillhört en viss riktning, skola eller kotteri så hade han säkert stått i den svenska konsthistorien. Gustavsson kom fram till en säker känsla för hur färger ställs mot varandra till klanger och ackord, vilket inte minst kan studeras i stilleben med äpplen, lökar, rotfrukter och blommor. Alf Gustavsson kan inte placeras i någon fålla, stil eller riktning. Men han är både en intimist (ofta små format) och något färglyriker åt Göteborgshållet. Han är också en mycket bra tecknare. | „ |